# Maret Maripuu

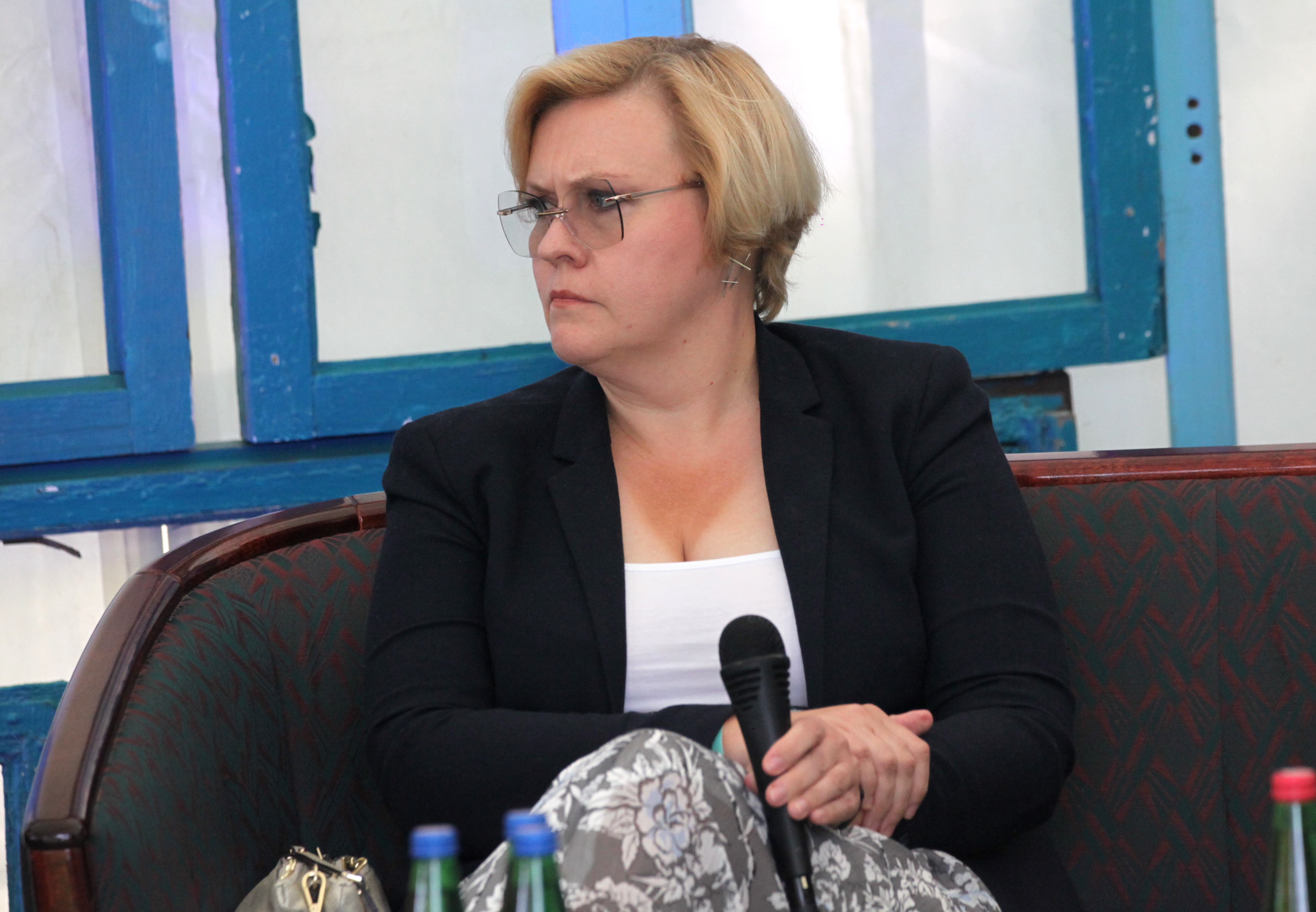
Maret Maripuu (2021)

Maret Maripuu (Tallinn, 16 luglio 1974) è una politica estone, membro del Partito Riformatore Estone e ministro durante il secondo governo Ansip.

## Biografia
Nata a Tallinn, dopo gli studi in diritto, la Maripuu lavorò per la sede estone di Statoil e successivamente si dedicò alla politica con il Partito Riformatore Estone. Negli anni novanta lavorò come consigliere politico e nel 1999 venne eletta sia all'interno del consiglio comunale di Tallinn sia al Riigikogu.
La Maripuu rimase consigliera comunale fino al 2005 e negli ultimi quattro anni fu presidente dell'assemblea. Al Riigikogu invece fu vicepresidente fra il 2006 e il 2007 e proprio in quell'anno lasciò il parlamento per accettare l'incarico di ministro degli Affari Sociali all'interno del governo di Andrus Ansip. Due anni dopo tuttavia la Maripuu decise di dimettersi in seguito ad uno scandalo legato al sistema di versamento delle pensioni e venne sostituita da Hanno Pevkur. Dopo le dimissioni la Maripuu tornò ad essere deputata al Riigikogu.